# Ixtapaluca
Ixtapaluca é um município do estado do México, no México.